# کندیس میشل
کندیس میشل (انگلیسی: Candice Michelle؛ زادهٔ ۳۰ سپتامبر ۱۹۷۸) کشتی‌گیر کشتی حرفه‌ای، هنرپیشه و مدل اهل ایالات متحده آمریکا است. کندیس میشل در سال ۲۰۰۴ به عنوان نماد جذابیت انتخاب شد و در شرکت سوپربول به تبلیغات پرداخت. همچنین تصویر برهنه وی در آوریل ۲۰۰۶ در مجله پلی‌بوی منتشر شد.
از کارهای معروف او می‌توان به بازی در فیلم تامکتس اشاره کرد.